# Río Ega
El río Ega es un río del norte de España, afluente del río Ebro, que discurre casi por completo por Navarra.

## Cuenca
La cuenca alta del Ega la forman dos ramas fluviales (sur y norte), de mismo nombre, que se juntan en Santa Cruz de Campezo. La rama sur nace en Lagrán, provincia de Álava, corre paralela a la sierra de Cantabria o Toloño, de oeste a este, pasa por las localidades de Villaverde, Bernedo y Angostina, penetra en Navarra por Marañón, sigue por los términos navarros de Cabredo y Genevilla. Entra de nuevo en Álava por el término de Santa Cruz de Campezo, donde se encuentra con la rama Norte del Ega que procede de los montes de Iturrieta, continuación de la sierra de Enzia, es decir de la zona comprendida entre los pueblos de Iturrieta, Onraita, Musitu, Cicujano, Leorza y Azaceta. Pasa por Virgala Mayor y Menor, Mestu, Atauri y Antoñana, donde recibe a sus afluentes Sabando o Irazulo e Izkiz. Continúa por el término de Fresnedo de Santa Cruz de Campezo y cerca de la localidad se junta con la rama sur. Siguiendo su curso, recibe las aguas del río Istora Galbarra, y ya en Navarra la de los arroyos de Galbarra y Lazagorría. Cerca de las localidades de Abáigar y Labeaga se le suman el Ubaria, el Sardegi y Zelaieta. En Estella recibe al río Urederra y al río Iranzu. Desemboca en el río Ebro, formando el límite municipal entre Azagra y San Adrián.
A lo largo de 113 kilómetros drena una superficie de 1497 km², de los que 416 corresponden a la provincia de Álava.
El caudal medio del río Ega, a su paso por Estella, es de 13,76 m³/s, lo que representa un aporte anual de 476 hm³.

## Vegetación
La vegetación de la cuenca drenada por el río Ega en Álava es cantábrica con dominio de bosques de roble pubescente, hayedos, marojales y brezales con otea (Ulex cantabricus) y brezo del cantábrico (Daboecia cantabrica). El inicio del tramo navarro sigue siendo vegetación cantábrica con árboles alisos (Alnus glutinosa), acompañado de arraclanes, avellanos y fresnos de hoja ancha. En las orillas pedregosas se forman saucedas mimbreñas (Salix purpurea y S. fragilis). En este tramo se acoge una comunidad faunística de gran interés ecológico como la nutria, el desmán, el mirlo acuático y otras especies.
A partir de Santa Cruz de Campezo empieza una vegetación de tipo mediterráneo constituida por quejigales y carrascales; en la depresión de Estella, al aumentar la aridez climática, el carrascal se presenta con abundante coscoja en su interior. La aliseda va siendo sustituida por alamedas (Populus alba), choperas (Populus nigra) saucedas (Salix alba) y fresnedales de hoja estrecha (Fraxinus angustifolia). En general no se encuentran bosques extensos, sino pequeñas manchas. 

## Otros datos de interés
La localidad de Estella, situada a ambas orillas de su principal meandro, es conocida como «La ciudad del Ega», y en el cauce que discurre por la misma se pueden encontrar bandadas de patos y gansos, que se han convertido en otro aliciente turístico de la ciudad. El nombre en vasco del poblado sobre el que se fundó Estella era Lizarra, derivado precisamente de lizar ‘fresno’, lo que coincide con la presencia frecuente de fresnos en esa parte del curso del río.
Un dicho popular que afirma «Ega, Arga y Aragón, hacen al Ebro varón».